# Peter Z. Geer
Peter Zack Geer Jr. (Colquitt, 24 agosto 1928 – Colquitt, 5 gennaio 1997) è stato un politico statunitense.

## Biografia
Nativo di Colquitt, divenne avvocato. Coinvolto in politica, dal 1963 al 1967 fu il vicegovernatore di Carl Sanders. Nel 1966, alla luce delle elezioni non risolutive per decidere il nuovo governatore della Georgia, come presidente del Senato statale condusse la votazione che portò alla nomina di Lester Maddox a scapito di Bo Callaway.
Dopo la fine del suo mandato tornò a fare l'avvocato, divenendo pubblico ministero. In questa veste nel 1973 si occupò di perseguire i responsabili del massacro della famiglia Alday, definito da Jimmy Carter "il più orribile della storia della Georgia", ottenendo per loro la pena di morte (poi annullata nell'appello 11 anni dopo).
Malato di tumore, morì nel 1997.